# 음향 대포

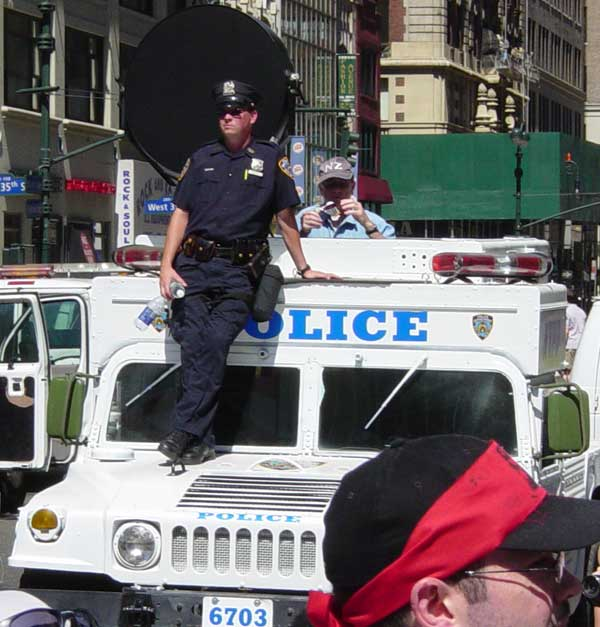
뉴욕 경찰의 허머 위에 올려진 둥근 검은 기기가 LRAD이다.

음향 대포 혹은 LRAD(영어: long-range acoustic device)은 초음파를 이용해 일반적인 스피커보다 더 멀리서도 경고음이나 메시지를 전할 수 있는 시스템이다.

## 같이 보기
- 음향학
- 메가폰